# Сарапулка (муниципальный округ Горноуральский)
Сарапулка — деревня в Пригородном районе Свердловской области России. Входит в муниципальный округ Горноуральский, управляется Башкарской территориальной администрацией.
Ранее деревня входила в состав Башкарского сельсовета Пригородного района.

## Географическое положение
Деревня Сарапулка расположена в 68 километрах на юго-восток от Нижнего Тагила, на левом берегу реки Ямбарки. В районе деревни река образует длинный пруд. Деревня вытянута с северо-востока на юго-запад вдоль берега пруда.
Юго-западнее Сарапулки и выше по течению Ямбарки расположена деревня Сартакова, а северо-восточнее Сарапулки и ниже по течению реки — село Южаково.

## Церковь
В деревне ранее существовала часовня. В 1924 году она была перестроена в Покровскую церковь. Храм был деревянным, однопрестольным. В 1930-е годы церковь была закрыта.

## Население
| 2002 | 2010 |
| ---- | ---- |
| 5    | ↗12  |